# Comté de Toombs
Le comté de Toombs est un comté de Géorgie, aux États-Unis.

## Démographie
| 1910   | 1920   | 1930   | 1940   | 1950   | 1960   |
| ------ | ------ | ------ | ------ | ------ | ------ |
| 11 206 | 13 897 | 17 165 | 16 952 | 17 382 | 16 837 |

| 1970   | 1980   | 1990   | 2000   | 2010   | - |
| ------ | ------ | ------ | ------ | ------ | - |
| 19 151 | 22 592 | 24 072 | 26 067 | 27 223 | - |